# Man-in-the-middle

Man-in-the-middle: Alice a Bob chtějí spolu komunikovat, ale Mallory se je snaží odposlouchávat a případně i měnit zprávy, které si zasílají. Zároveň vůči Alici předstírá, že je Bob a vůči Bobovi předstírá, že je Alice.

Man-in-the-middle (zkratka MITM, z angličtiny „člověk uprostřed“ nebo „člověk mezi“) je v informatice název útoku na kryptografii. Jeho podstatou je snaha útočníka odposlouchávat komunikaci mezi účastníky tak, že se stane aktivním prostředníkem. Podle obrázku vpravo není v současných počítačových sítích nutné, aby útočník (Mallory) byl na fyzické cestě mezi účastníky (Alice a Bob), protože síťový provoz lze přesměrovat.
V běžném životě se s MITM útokem může setkat uživatel počítače v případě, kdy je ve webovém prohlížeči pro HTTPS protokol jiný certifikát, než by měl být (viz kapitola Kleptografie certifikátů níže, Certificate Transparency atd.).

## Příklad útoku
V následujícím příkladu jsou použita standardní jména Alice a Bob (osoby „A“ a „B“), které slouží k popisu funkce a problémů kryptografických protokolů. Útočníkem je zde Mallory (nebezpečný útočník, anglicky malicious).
Při běžné nezabezpečené komunikaci je úloha Malloryho velmi snadná. Stačí se dostat ke komunikačnímu kanálu. Pouhým sledováním, co se jím posílá, může komunikaci odposlouchávat. Přerušením kanálu, příjmem z jedné strany a vysíláním k druhé straně účastníků komunikace pak může snadno měnit obsah zpráv.
Obvyklé řešení tohoto problému je využití veřejných klíčů, avšak i zde je možné narazit na problém. Alice chce poslat zprávu Bobovi. Oba si proto chtějí vyměnit své veřejné klíče, protože se domnívají, že pak mezi sebou budou komunikovat bezpečně. Mezi komunikaci Alice a Boba se ale dostala třetí strana, Mallory.
Alice tedy posílá zprávu Bobovi. Mallory zachytí veřejný klíč Alice a nahradí ho svým veřejným klíčem (s obsaženou falešnou informací, že pochází od Alice). Bob pošle veřejný klíč Alici a opět ho zachytí Mallory a vymění ho za svůj klíč, který obsahuje falešnou informaci, že pochází od Boba. Nyní si obě strany (Alice a Bob) myslí, že mají veřejný klíč toho druhého. To ale není pravda. Mají Malloryho klíče. Cokoliv si Alice a Bob pošlou, Mallory zachytí, dešifruje, přečte, znovu zašifruje a odešle druhému. Zprávu může dokonce i změnit a poslat druhé straně, jako by byla pravá. Alice ani Bob nic nepoznají.

### Problém importu certifikátu
Při MITM útoku nemusí být v případě spoléhání na digitální certifikát nutné, aby útočník (Mallory) filtroval celou komunikaci. Stačí otrávit DNS nebo ARP cache uživatele, a tím ho nevědomky přesměrovat na jiné webové servery. Pokud z nich uživatel do svého prohlížeče bez ověření nainstaluje falešný kořenový certifikát certifikační autority, může pak důvěřovat falešnému elektronickému podpisu nebo phishingové webové stránce.

### Kleptografie certifikátů
V roce 2015 vznikla aféra Superfish s firmou Lenovo, která do nových počítačů instalovala vlastní kořenový certifikát, což umožnilo analyzovat veškerý HTTPS provoz ve webovém prohlížeči důvěřivého uživatele a dokonce docházelo k injektování JavaScriptového kódu do navštěvovaných webových stránek, který analyzoval stránky za účelem lepšího cílení reklamy.
Od roku 2016  je podvržení kořenového certifikátu spolu s trvalým MITM útok součástí „webových štítů“ mnoha antivirových programů.

## Řešení problému
Útok Man in the middle lze řešit několika způsoby (včetně příkladu uvedeného výše):
- vzájemnou výměnou veřejných klíčů jiným, bezpečným kanálem (požadavkem na bezpečný kanál pro výměnu klíčů ovšem přicházíme o zásadní výhodu asymetrické kryptografie, kde ideálně takový kanál nepotřebujeme);
- ověřením získaných veřejných klíčů jiným bezpečným kanálem, nejlépe pomocí jejich otisku (např. telefonicky);
- ověřením klíčů pomocí elektronického podpisu Alice i Boba pomocí certifikační autority nebo sítě důvěry (tzv. digitální certifikát).

Kvantová kryptografie umožňuje připravit takový kanál, který je v ideálním případě teoreticky neodposlouchávatelný, neboť každou snahu o odposlouchávání dokáže pravý příjemce detekovat.